# Гошув
Гошув (пол. Goszów, нім. Gompersdorf) — село в Польщі, у гміні Строни-Шльонські Клодзького повіту Нижньосілезького воєводства.
Населення — 135 осіб (2011).
У 1975-1998 роках село належало до Валбжиського воєводства.

## Демографія
Демографічна структура станом на 31 березня 2011 року:
|          | Загалом | Допрацездатний вік | Працездатний вік | Постпрацездатний вік |
| -------- | ------- | ------------------ | ---------------- | -------------------- |
| Чоловіки | 70      | 18                 | 48               | 4                    |
| Жінки    | 65      | 14                 | 40               | 11                   |
| Разом    | 135     | 32                 | 88               | 15                   |